# Frères rivaux
Kuzey Güney (littéralement « Nord Sud ») est une série télévisée turque de type soap opera en 80 épisodes de 90 minutes créée et écrite par Ece Yörenç et Melek Gençoğlu, diffusée du 7 septembre 2011 au 26 juin 2013 sur la chaîne de télévision Kanal D.
Remontée en 187 épisodes de 45 minutes, elle est diffusée sur le réseau Outre-Mer 1re depuis le 7 janvier 2018 sous le titre Frères rivaux. Elle est aussi diffusée en France métropolitaine depuis le 14 février 2019 sur Novelas TV, puis sur M6 à partir de mars 2020.  
Elle met en scène l'acteur Kıvanç Tatlıtuğ dans le rôle de Kuzey Tekinoğlu, un jeune sans illusions qui sort de quatre années de prison pour avoir endossé le crime de son frère Güney. Une fois enfermé, son frère Güney sort avec Cemre, la fille qu'il aime ; ce qui bouleversera la relation entre Kuzey et son frère après sa sortie.

## Synopsis
Kuzey (Kamal), un jeune garçon de 17 ans, endosse le crime de son frère Güney (Karim), tandis que les deux frères aiment Cemre (Jamila), la même fille. Après 4 ans de prison, Kuzey est libéré mais son frère aîné Güney est en couple depuis 4 ans avec Cemre. Cette relation va éloigner les deux frères qui vont jusqu'à se haïr. Güney décide de se marier avec une autre femme pour que Kuzey puisse sortir et aimer pleinement Cemre. Mais même après ce mariage, Kuzey n'arrive pas à sortir avec Cemre car elle était tout de même l'ancienne fiancée de son frère.

## Distribution
- Kıvanç Tatlıtuğ : Kuzey Tekinoğlu / Kamal en VF
- Buğra Gülsoy (tr) : Güney Tekinoğlu / Karim en VF
- Öykü Karayel : Cemre Çayak / Jamila en VF
- Bade İşçil (tr) : Banu Sinaner / Nadia en VF
- Merve Boluğur : Zeynep Çiçek / Zineb en VF
- Mustafa Avkıran (tr) : Sami Tekinoğlu
- Semra Dinçer (tr) : Handan Tekinoğlu /Sofia en VF
- Rıza Kocaoğlu (tr) : Ali Güntan
- Kaan Taşaner : Commissaire Seref
- Hazar Ergüçlü (tr) : Simay Canay / Salma en VF
- Turgay Kantürk (tr) : Ferhat Nezih Coşkun / Farouk en VF
- Zerrin Tekindor : Gülten Çayak/ Yasmine en VF
- Hale Soygazi : Ebru Sinaner / Leila en VF
- Çağdaş Onur Öztürk (tr) : Barış Hakmen / Yanis en VF
- Serhat Teoman (tr) : Burak Çatalcalı
- Kubilay Karslıoğlu (tr) : Hüseyin Çiçek
- Gökşen Ateş : Venüs Tezerel
- Nihan Okutucu : Deniz Coşkun/Denise Norton
- Ali Yörenç : Can Katmanoğlu / Nayil en VF
- Gözde Çığacı (tr) : Demet
- Ozan Akbaba (tr) : Sümer Tezkan
- Şebnem Dönmez (tr) : Melda Yalgın
- Neslihan Yeldan (tr) : Aynur
- Ünal Silver : Atilla Sinaner
- Abdurrahman Yunusoğlu : Yunus
- Kıvılcım Kaya : Tuncer
- Ebru Nil Aydın : Nezaket Canay
- Abdullah Kolay : Mehmet Canay
- İbrahim Gündoğan : Refik
- Halil Kumova (tr) : Bekir
- Nusret Şenay (tr) : Rıfat

## Autres versions
- Le Riche et le Pauvre (1976)